# Nataša Golob
Nataša Golob, slovenska umetnostna zgodovinarka in pedagoginja, * 25. maj 1947.
Nataša Golob je večino raziskovalnega dela posvetila srednjeveškim rokopisom, vprašanju njihovih struktur kot identifikacijskemu sporočilu o kraju in času nastanka, vprašanju vsebin in transmisije literarnih motivov, slikarskega okrasa in ikonografije ter prvotnih naročnikov, bralcev in ustvarjalcev.

## Življenje in delo
Po maturi na I gimnaziji v Celju (1966) je študirala umetnostno zgodovino in francoski jezik s književnostjo, h kateremu je dodala še italijanski jezik. Magistrski temi iz ikonografije (Dvanajstero mesecev: povezave in ikonografija likovnih del in literarnih ciklov, mentor Luc Menaše) je sledil doktorat (Poslikani leseni stropi na Slovenskem do začetka 18. stoletja, mentor Nace Šumi). 
V letu 1986/87 se je zaposlila na Filozofski fakulteti v Ljubljani, na katedri za občo umetnostno zgodovino, kjer je bila od 1998 redna profesorica. Predavala je predmete, ki jim je podobo začrtal njen profesor Luc Menaše. To so Umetnost srednjega veka v Zahodni Evropi (štiriletni cikel), Izbrana poglavja (vsebine se spremenijo vsako leto) in Seminar (vsebine se prav tako menjajo).
V študijskem letu 1996/1997 je uvedla nov predmet Uvod v ikonografijo s proseminarjem, v študijskem letu 1997/1998 pa še predmet Kodikologija – rokopisno gradivo na Oddelku za bibliotekarstvo Filozofske fakultete.
V podiplomskih programih sodelujem z oddelkom za arheologijo Filozofske fakultete, z Università degli studi v Vidmu (Udine, Italija), Filozofsko fakulteto na Reki in Novo fakulteto v Lizboni.
Predavala je na številnih znanstvenih srečanjih, z vabljenimi predavanji je gostovala na univerzah in akademijah v tujini (Rim, Erice, Bruselj, Jeruzalem, Boston, Univerza Yale, Amsterdam, Breže, Rein, Dunaj – tudi na Avstrijski akademiji znanosti in na Inštitutu Otta Pächta itd.), na Mednarodnem centru hrvaških vseučilišč v Dubrovniku je 1998 imela cikel predavanj s kodikološkimi vsebinami.
V študijskem letu 1993/1994 je bila prodekanica Filozofske fakultete, od jeseni 1996 do jeseni 2000 pa predstojnica oddelka za umetnostno zgodovino. V jeseni 1998 je vodila organizacijo mednarodnega simpozija o Francesco Robba in beneško kiparstvo 18. stoletja.
Nataša Golob je avtorica dveh samostojnih razstav: Stiški rokopisi iz 12. stoletja (Ljubljana, Narodna galerija 1994) in  Srednjeveški rokopisi iz Žičke kartuzije 1160-1560 (Ljubljana, Narodna galerija 2006-2007). Kot soavtorica je sodelovala pri razstavi Biblije na Slovenskem (Ljubljana, Narodna galerija 1996) in razstavi in simpoziju Zapis in podoba: ohranjanje, obnavljanje, oživljanje (Ljubljana, Arhiv republike Slovenije 1996). Sodelovala je tudi pri drugih razstavah v Sloveniji in Avstriji.
Od 1995 do 2005 je bila predsednica Kurikularne komisije za umetnostno zgodovino in je vodila pogajanja za ohranitev predmeta v slovenskih srednjih šolah, vpeljala je Stalno strokovno izpopolnjevanje za učitelje umetnostne zgodovine in vodila nastajanje učnih načrtov za vse učne načrte umetnostne zgodovine v srednjih šolah, od dualnih programov do obče in klasične gimnazije ter maturitetnega programa. Vpeljala je tudi umetnostno zgodovino kot obvezni izbirni predmet za zadnjo triado v osnovnem šolstvu. S tem je povezan tudi nastanek učbenika za srednje šole in treh učbenikov za devetletko.
V prizadevanjih za ozaveščanje širše javnosti o pomenu umetnosti, prepoznavanju umetnostnih spomenikov in varovanju dediščine je avtorica več scenarijev za televizijske oddaje in dokumentarne filme ter vodi projekt »Pogled na…« na Radioteleviziji Slovenija.
Leta 2021 je prejela priznanje Izidorja Cankarja za monografijo Prvo stoletje Oddelka za umetnostno zgodovino.
Leta 2015 je bila na predlog FF imenovana za zaslužno profesorico Univerze v Ljubljani.